# Saint-André-en-Morvan
Saint-André-en-Morvan település Franciaországban, Nièvre megyében. Lakosainak száma 310 fő (2022. január 1.). Saint-André-en-Morvan Island, Chastellux-sur-Cure, Domecy-sur-Cure, Menades, Saint-Germain-des-Champs, Bazoches, Empury és Saint-Martin-du-Puy községekkel határos.

## Népesség
A település népessége az elmúlt években az alábbi módon változott:
| Lakosok száma | 286  | 302  | 317  | 310  | 310  | 311  | 311  | 310  | 310  |
|               | 2013 | 2015 | 2016 | 2017 | 2018 | 2019 | 2020 | 2021 | 2022 |